# Trichocnemis
Trichocnemis is een kevergeslacht uit de familie van de boktorren (Cerambycidae). De wetenschappelijke naam van het geslacht werd voor het eerst geldig gepubliceerd in 1851 door LeConte.

## Soorten
Trichocnemis omvat de volgende soorten:
- Trichocnemis pauper (Linsley, 1957)
- Trichocnemis spiculatus LeConte, 1851